# Spathalium liebermanni
Spathalium liebermanni är en insektsart som beskrevs av Ronderos 1972. Spathalium liebermanni ingår i släktet Spathalium och familjen Ommexechidae. Inga underarter finns listade i Catalogue of Life.